# Pavel J. Hejátko
Pavel J. Hejátko (uměleckým jménem Pavel Josefovič Hejátko, * 30. září 1975 Rakovník) je český básník, písničkář, publicista, politický aktivista a performer. Ke květnu 2025 byl autorem 120 vlastních písní a několika písní svých básnických kolegů.[zdroj?]

## Život
Titul Bc. získal vystudováním afrikanistiky a rusistiky na FF MU v Brně. Žije na samotě ve vesnici Zahrádka poblíž města Náměšť nad Oslavou, kde od roku 1993 také tvoří.

## Dílo
Jeho oblíbencem je písničkář Karel Kryl. K dalším oblíbencům patří František Gellner, Egon Bondy a Ivan Diviš. V letech 1993–1997 byl členem grindcore skupiny Agony Conscience.
Literárně debutoval na konci roku 2001 s básnickou sbírkou Hlenobytí. Od té doby publikoval v mnoha literárních časopisech: Psí víno, Protimluv, Obrys-Kmen, Tvar, A2, Totem, Divoké víno atd., ve kterých vyšla i řada pozitivních recenzí na jeho knihy. Za svou básnickou tvorbu byl nominován mimo jiné i na cenu Magnesia Litera, ale oceněn byl i dvěma dalšími literárními cenami a to sice od nizozemské nadace Boekman Foundation a cenou UČS (Unie českých spisovatelů).[zdroj?]
Je považován za „praotce" polistopadové angažované poezie v České republice. Přestože byl Hejátko hned zpočátku své tvorby mnohými značně opovrhován, jinými, jako je třeba Milan Blahynka, byl a je uznáván. Literární historik  Vladimír Novotný v září 2008 přirovnává Hejátka k velikánům své postundergroundové generace jako jsou J. H. Krchovský, Jiří Dynka nebo Slávek Hamaďák. V červnu 2008 píše Tomáš Čada, že si po přečtení Hejátkovy sbírky Pomníky z asfaltu dovede představit, že se Hejátko stane stěžejním autorem levicově smýšlející generace. V prosinci 2008 Radim Kopáč vyčítá Hejátkovi, že spolupracuje s Karlem Sýsem a Alexejem Mikuláškem. V roce 2009 vychází proti Hejátkovi zaměřený pamflet nazvaný Samet se odřel – zbyla jen plsť. V únoru 2010 píše Hejátkův oceňovaný kolega, básník Vít Kremlička: „Básník Pavel J. Hejátko bývá pro razanci svých básní přirovnáván ke Karlu Krylovi; svou deziluzí mluví mnoha lidem bez rozdílu věku z duše. O tom, že něco hapruje ve státě českém (stát dánský nechejme v klidu, tam zas mají jiné starosti), svědčí skutečnost, že P. J. Hejátko byl pro své umělecké aktivity vyšetřován státní bezpečností BIS a byl na něj státními orgány vyvíjen nátlak, hraničící s úředním psychoterorem."
V letech 2003–2013 byl redaktorem magazínu Tetování, na základě čehož byl v těchto letech zván jako porotce českých i zahraničních tetovacích soutěží a přehlídek (tzv. Tattoo convention a Tattoo show).
Mezitím se souběžně začal naplno věnovat literární tvorbě, psaní písní a z toho vyplývajícímu celorepublikovému i zahraničnímu koncertování, politologické publicistice a politickému aktivismu. Na autorských recitálech a koncertech vystupuje především v letech 2000–2018. Poté mu to již není umožněno.[kým?][ve zdroji nenalezeno]
Hejátko je jako básník a písničkář známý svou intimní a emotivní tvorbou, která spojuje poezii s hudbou. Ve svých písních a básních reflektuje osobní pohled na svět, lásku, život, smrt, mezilidské vztahy a existenciální otázky. Výrazným prvkem jeho tvorby je rovněž reflexe sociálních a politických motivů jako jsou svoboda, manipulace a cenzura. Jeho díla jsou ceněna pro svou jazykovou jemnost i schopnost provokovat a poukazovat na aktuálně společensky kontroverzní témata.
Disponuje někdy konejšivým, někdy až zraňujícím hlasem na hraně basu a barytonu.

## Politické aktivity
Do veřejného prostoru poprvé vstoupil v roce 1999, kdy se nesouhlasně vyjadřoval ke vstupu ČR do NATO, následně v roce 2004 odmítavě ke vstupu země do EU a zatím asi nejvýrazněji v roce 2007, kdy začal jménem fiktivní české odnože teroristické organizace RAF rozesílat výhružné dopisy kvůli tehdy připravovanému americkému radaru. Sám to poté označil za mystifikaci, politickou satiru a marketingový tah.
V roce 2020 byl zatčen za napadení veřejného činitele a člena IZS při testování na covid-19. Byl obviněn z řady trestných činů, včetně popírání genocidy na Ukrajině ze strany Ruska, spolupráce s cizí kontrarozvědkou či za porušení zákona o sankcích a pořádání sbírky na podporu mezinárodně neuznané Luhanské lidové republiky a Doněcké lidové republiky. V roce 2022 byl odsouzen k podmíněnému trestu. V roce 2023 byl za porušení podmínky odsouzen na trest odnětí svobody po dobu několika měsíců.
Tomáš Koloc Pavla J. Hejátka označil za zakázaného.

## Umělecká tvorba:

### Samostatná
1. Hlenobytí (básnická sbírka, Tempo, 2002)
2. Tanec kostlivců (básnická sbírka, Tempo, 2005). Byl oceněn na literárním festivalu v nizozemském Gorinchemu nadací Boekman Foundation jako nejlepší zahraniční počin v kategorii poezie za rok 2007.[49]
3. Pomníky z asfaltu (básnická sbírka, Oftis, 2008). V roce 2010 byla kniha oceněna UČS jakožto nejlepší sbírka roku.[50]
4. V prachu dvaceti let (básnická sbírka, Oftis, 2009)
5. Věchýtek Kasandřin (básnická sbírka, Emitos, 2012)
6. Rzi plání urouhaných (básnická sbírka, Bondy, 2013)
7. A mory (básnická sbírka, Denudato, 2015)
8. Vlaštovky v petroleji (CD, Ch-records, 2015)
9. Fragmenty (bibliofilie, fotografické listy s básněmi, 2023)
10. Eden nedohleden (CD a LP, Nakladatelství Kmen a Красная Линия, 2024)

### Koprodukční
1. Na hranu a dál (rozsáhlý rozhovor, Šedá zóna, 2007)
2. Smradi, kterým všechno vadí! (literární kompilace, Tarantino a čert, 2007)
3. Dřevěné stavby (turistický průvodce, Blok/Akcent, 2012)
4. Almanach Nibiru 2013 (literární kompilace, Balt-East, 2013)